# إنديانا جونز ومعبد الهلاك
إنديانا جونز ومعبد الهلاك (بالإنجليزية: Indiana Jones and the Temple of Doom)‏ ، فيلم أمريكي من نوع المغامرة، أنتجت سنة 1984، من بطولة هاريسون فورد، وهي الجزء الثاني من سلسلة أفلام إنديانا جونز.

## القصة
حدث قصة الفيلم سنة 1935، عندما قابل إنديانا جونز في مدينة شنغهاي الصينية في جمهورية الصين الوطنية، قابل بطل الفيلم مجموعة من المافيا الصينية لغرض الاستفزاز، فأضطر إنديانا جونز والصبي الصيني مغادرة الصين بعد تبادل إطلاق النار، والهروب إلى الهند البريطانية، وقابل زعيم عصابة هندية يختطف الأطفال ويجبرهم على العمل بالإكراه.

## وصلات خارجية
- الموقع الرسمي
- إنديانا جونز ومعبد الهلاك على موقع IMDb (الإنجليزية)
- إنديانا جونز ومعبد الهلاك على موقع ميتاكريتيك (الإنجليزية)
- إنديانا جونز ومعبد الهلاك على موقع الموسوعة البريطانية (الإنجليزية)
- إنديانا جونز ومعبد الهلاك على موقع روتن توميتوز (الإنجليزية)
- إنديانا جونز ومعبد الهلاك على موقع نتفليكس (الإنجليزية)
- إنديانا جونز ومعبد الهلاك على موقع قاعدة بيانات الأفلام العربية
- إنديانا جونز ومعبد الهلاك على موقع ألو سيني (الفرنسية)
- إنديانا جونز ومعبد الهلاك على موقع Turner Classic Movies (الإنجليزية)
- إنديانا جونز ومعبد الهلاك على موقع أول موفي (الإنجليزية)
- إنديانا جونز ومعبد الهلاك على موقع بوكس أوفيس موجو (الإنجليزية)